# Verschleierung in Saudi-Arabien

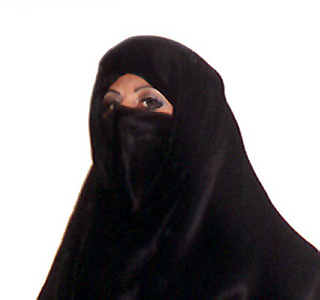
Frau mit Niqab – weit verbreitet in den zentralen Gebieten Saudi-Arabiens

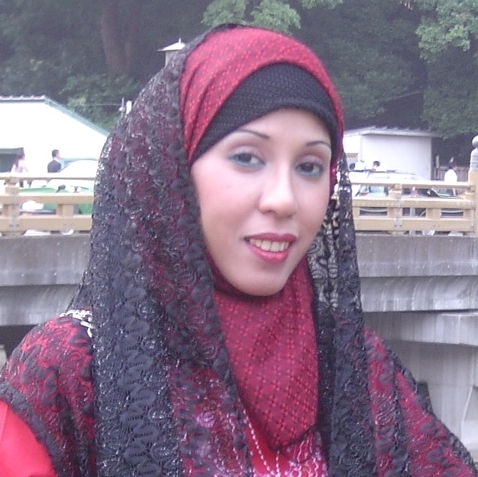
Sabria Jawhar, saudische Journalistin, mit Körper- und Kopfbedeckung

In Saudi-Arabien war das Verschleiern von Frauen in der Öffentlichkeit Pflicht. Dies geschah in der Regel mit einer Abaya oder einem Hidschab. Erst im März 2018 verkündete der saudi-arabische Kronprinz Mohammed bin Salman, dass Frauen künftig nicht zum Tragen einer Abaya in der Öffentlichkeit in Saudi-Arabien verpflichtet seien. Die Pflicht zu einer Verschleierung in Saudi-Arabien solle entfallen und den Frauen solle eine dezente und respektvolle Kleidung freigestellt sein.
Obwohl Frauen sich in der Öffentlichkeit nur sehr beschränkt zeigen dürfen, geben sie im Königreich laut einem Bericht der Financial Times fast 1,9 Mrd. Euro für Kosmetikartikel aus. Pro Kopf liege der Verbrauch damit nicht nur im Nahen Osten, sondern auch weltweit an vorderer Stelle.

## Vorgaben
In der Grundordnung des Königreiches Saudi-Arabien ist der Schleier nicht explizit erwähnt; dass Frauen ihn in der Öffentlichkeit trotzdem tragen müssen, ergibt sich aus den Artikeln 1, 23 und 45. Der Schleier soll grundsätzlich den Körper bedecken, seine Intensität und Art unterscheidet sich sehr stark lokal in den entsprechenden Gebieten des Landes. Ausgenommen hiervon sind Mädchen vor dem Erreichen der Pubertät.
Auch nicht-muslimische Ausländerinnen müssen ihre Figur mit einem weiten, untaillierten Kleid oder einem Umhang (Abaya) verhüllen und dabei auch Arme und Beine bedecken. Im Norden des Landes und insbesondere in der Hafenstadt Dschidda wird diese Art auch von Frauen muslimischen Glaubens angewandt. Die Abaya ist gesetzlich vorgeschrieben, ein Kopftuch oder Hidschab üblich, aber nicht vorgeschrieben. Das Haar kann teilweise unbedeckt gelassen werden.  In den Zentralprovinzen (Riad und Buraida) verschleiern sich viele Frauen mit einem Niqab, obwohl dies nicht gesetzlich vorgeschrieben ist.

## Strafen bei Verstoß
Für Männer, die Fotos von unverschleierten Frauen herumzeigen, drohen bei Anzeigen durch die Abgebildeten empfindliche Strafen. Hierzu zählen Haftstrafen und Peitschenhiebe.
Frauen haben grundsätzlich die Mindestanforderung der Verschleierung zu erfüllen. Eine Strafe ist bei Nichtachtung rechtlich nicht festgelegt, aber ins Ermessen des Richters gelegt. Zumeist muss mit einer „Aufforderung“ durch die Polizei gerechnet werden, drastischer wird es, wenn es zu einer Aufforderung durch die Mutawwa kommt. Auch Letzteren muss nicht zwingend gehorcht werden. Medien berichten immer wieder von Belästigungen durch Beamte der Mutawwa. Belästigungen dürfen bei der Polizei angezeigt werden. Strafanzeigen sind selten und beschränken sich zumeist auf Buraida und Asir, besonders strenggläubige Gebiete. Insbesondere in der Hafenstadt Dschidda verfolge die Polizei keine Sittenverstöße und achtet nicht auf das Einhalten der Kleidervorschriften bei Frauen, was ein Angriffspunkt von Kritikern der Polizei in konservativen Kreisen ist.

## Kontroversen
Am 11. März 2002 verbrannten in Mekka fünfzehn Mädchen, die versucht hatten, aus einer brennenden Schule zu entkommen. Sie wurden von Mitgliedern der saudi-arabischen Religionspolizei durch Prügel am Verlassen des brennenden Gebäudes gehindert, weil die Mädchen nicht den in Saudi-Arabien für Frauen vorgeschriebenen schwarzen Ganzkörper-Schleier trugen, als sie aus dem brennenden Gebäude zu entkommen versuchten. Die Feuerwehrmänner hätten somit das Haar der Frauen sehen können, was die Religionspolizei, aus Gründen des in Saudi-Arabien gelebten fundamentalistischen wahhabitischen Islams unbedingt, mit allen Mitteln und selbst unter Inkaufnahme des Todes der Frauen zu verhindern suchte. Aufgrund dieses Vorkommnisses wurde nach einem längeren Diskussionsprozess acht Jahre nach dem Vorfall, im Mai 2010, vom Erziehungsministerium erlaubt, dass auch nicht vollständig korrekt gekleidete Frauen von der Feuerwehr gerettet werden dürfen.

### Model Khulood
Im Juli 2017 wurde unter dem Pseudonym „Model Khulood“ im Internet ein Videoclip einer Frau veröffentlicht, die mit offenem Haar und mit Minirock und Top bekleidet durch Uschaiqir läuft und damit massiv gegen die Bekleidungsvorschriften verstößt. Die saudischen Behörden nahmen am 18. Juli 2017 wegen des Tragens freizügiger Kleidung und Informationsverbrechens vorübergehend eine Frau fest, die einräumte, die abgebildete Person zu sein; allerdings sei das Video ohne ihr Einverständnis verbreitet worden. Der Fall erregte weltweites Aufsehen. Das Verfahren gegen die Frau wurde laut Mitteilung arabischer Medien vom 21. Juli 2017 eingestellt. Das Video und die Wahl des Drehortes im Kernland des Wahhabismus wurden als bewusster Protest gegen die in Saudi-Arabien gültigen Bekleidungsvorschriften wahrgenommen und führten zu kontroversen Diskussionen in den dort weit verbreiteten sozialen Medien.